# Bernard Tomic
Bernard Tomic (en serbo-croate Bernard Tomić), né le 21 octobre 1992 à Stuttgart, est un joueur de tennis professionnel australien.
Il était considéré comme l'un des plus grands espoirs de son sport,,. Né en Allemagne et issu d'une famille originaire de Croatie et Bosnie, il émigre en Australie à l'âge de trois ans et demi. Il est le seul joueur à avoir gagné l'Orange Bowl dans trois catégories d'âge différentes et est le plus jeune joueur de l'histoire titré dans un tournoi du Grand Chelem junior.

## Carrière

### Les débuts

#### Une graine de champion
Bernard Tomic commence le tennis à l'âge de sept ans et s'installe à Gold Coast où il retrouve notamment Mark Draper (ancien joueur professionnel et frère de Scott Draper) qui l'aide en tant que partenaire d'entraînement. Il se place d'emblée parmi les meilleurs dans toutes les tranches d'âge. Il remporte l'Orange Bowl dans les catégories des moins de 12, 14 et 16 ans, respectivement en 2004, 2006 et 2007, une performance sans précédent. Il remporte un tournoi junior dès sa première participation et enchaîne avec les trois suivants alors qu'il n'a pas encore 14 ans et que l'un de ces événements est ouvert aux joueurs de 18 ans et moins. Il entame ainsi sa carrière junior par une série de 26 matchs gagnés de rang. Ses succès précoces lui attirent l'intérêt des sponsors ; il signe ainsi des contrats avec Nike et IMG. En s'adjugeant le trophée à l'Open d'Australie junior en 2008, il devient le plus jeune lauréat de l'histoire du tournoi et plus globalement de l'histoire des tournois du Grand Chelem junior. Il n'a toutefois pas un parcours facile, en particulier en huitième de finale où il remonte une situation très compromise contre Jaan-Frederik Brunken. Mené 5-1 dans la dernière manche, il parvient finalement à s'en sortir sur le score de 8-6.
Bernard Tomic bénéficie parallèlement d'une invitation pour les qualifications du tournoi senior à l'occasion desquelles il bat Wang Yeu-tzuoo après avoir sauvé cinq balles de matchs. Il échoue néanmoins au tour suivant contre Prakash Amritraj et ne bat donc pas le record de précocité de Lleyton Hewitt qui avait intégré le grand tableau à moins de 16 ans. Il prend ensuite part à plusieurs tournois Future délaissant peu à peu le circuit junior sur lequel il ne participe qu'aux événements les plus importants.

#### Un caractère sulfureux
Il atteint la finale à Balikpapan en Indonésie mais ne brille guère dans les autres tournois senior. Bernard Tomic marque également le pas en junior : il est battu en quart de finale de Roland-Garros, en demi à Wimbledon et surtout au premier tour de l'US Open. Il est sélectionné en équipe de Coupe Davis en septembre lors de la rencontre contre le Chili, sans néanmoins jouer de match. Pendant son séjour en Amérique du Sud, il a une altercation avec Peter Luczak durant un match d'entraînement qu'il perd. En décembre, il est en plus au centre d'une polémique impliquant son père et entraîneur John qui lui ordonne de quitter le court après s'en être pris vertement aux officiels pendant un match contre Marinko Matošević à Sorrento, près de Perth. Malgré les excuses présentées par son père, Bernard Tomic est menacé d'une suspension de la part de Tennis Australia,, puis de la Fédération internationale de tennis. Plusieurs personnes de son entourage, telles que Mark Draper et Roger Rasheed, l'incitent à plus de retenue dans son comportement. Bernard Tomic est finalement suspendu pour une durée d'un mois (jusqu'au 6 avril 2009) de tous les tournois organisés par la Fédération internationale de tennis (tournois de catégorie Future).

#### Les débuts professionnels

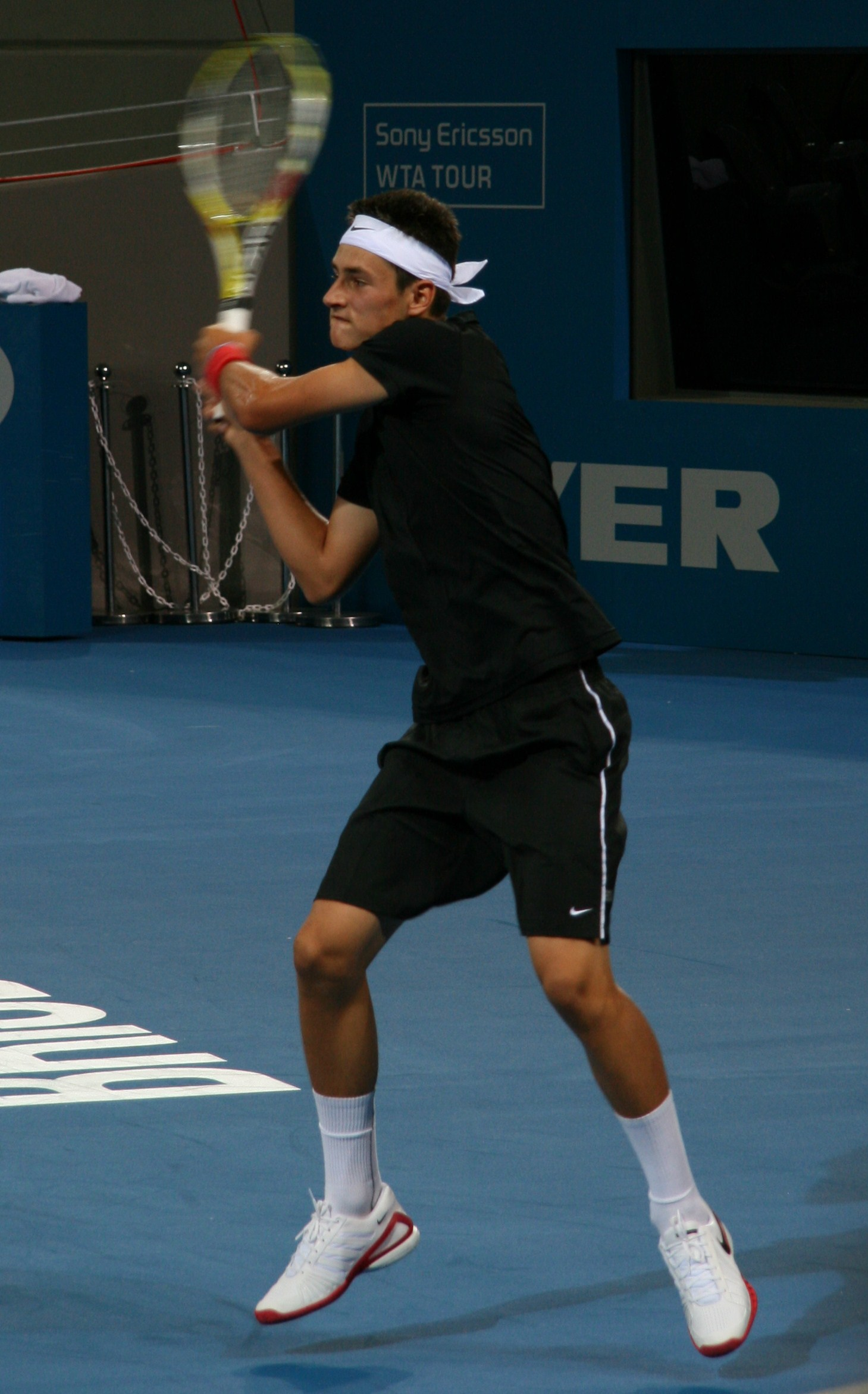
Bernard Tomic en 2009 à Brisbane.

Le joueur australien décide de se consacrer entièrement au circuit senior à partir de 2009. Son meilleur classement en junior aura été une seconde place obtenue le 2 juin 2008. Bernard Tomic commence la saison 2009 par une élimination lors d'un tournoi qualificatif pour l'Open d'Australie. Il convainc néanmoins la fédération australienne de tennis de lui accorder une invitation pour la première levée du Grand Chelem de l'année à l'issue de son honnête performance à Brisbane où il fait sa première apparition dans le grand tableau d'un tournoi ATP. L'Australien est pourtant surclassé 6-4, 6-2 par le 15e mondial Fernando Verdasco malgré un break d'entrée. À l'Open d'Australie, il franchit le premier tour en battant Potito Starace, 73e mondial, 7-65, 1-6, 7-65, 7-66 après avoir sauvé deux balles de sets dans la dernière manche. Il devient le plus jeune joueur de l'histoire de l'Open d'Australie à accéder au second tour, à 16 ans et 103 jours. Programmé en match vedette de la session de nuit sur la Rod Laver Arena, il s'incline face au récent quart-de-finaliste de l'US Open Gilles Müller (3-6, 6-1, 6-4, 6-2). Il remporte en février son premier tournoi professionnel, le Challenger de Melbourne.
La suite de la saison est plus compliquée pour l'Australien. Il purge en mars sa suspension due à son mauvais comportement sur le court et peine ensuite à reprendre sa progression. Crédité d'une invitation à Roland-Garros, il est battu sèchement par Philipp Kohlschreiber 6-1, 6-2, 6-2. Il participe également au tournoi junior, malgré son intention première de ne plus s'engager dans les événements de cette catégorie d'âge. Son parcours est stoppé au 3e tour par Dominik Schulz. Dans le tournoi de Wimbledon junior, Bernard Tomic s'incline en demi-finale, sorti par Andrey Kuznetsov. Dans les qualifications du tournoi senior, il échoue au dernier tour sur Édouard Roger-Vasselin, avant de s'imposer en fin d'année dans le tableau junior de l'US Open face à l'Américain Chase Buchanan.
En 2010, il se retrouve face à Marin Čilić, récent quart de finaliste à l'US Open. Tomic ne tremble pas, et mène rapidement deux sets à un. Dans un 5e set, il se retrouve à un point et un jeu de service d'une qualification pour le 3e tour. Mais Marin les sauve avec aplomb et fera le break à 4-5. Marin aura pu s'appuyer sur son service (25 aces) et une première balle à 209 km/h ! Il est à noter que la rencontre se termine à 2 h 10 du matin, heure locale.

### Les espoirs confirmés

#### 2011 - Premier quart de finale à Wimbledon

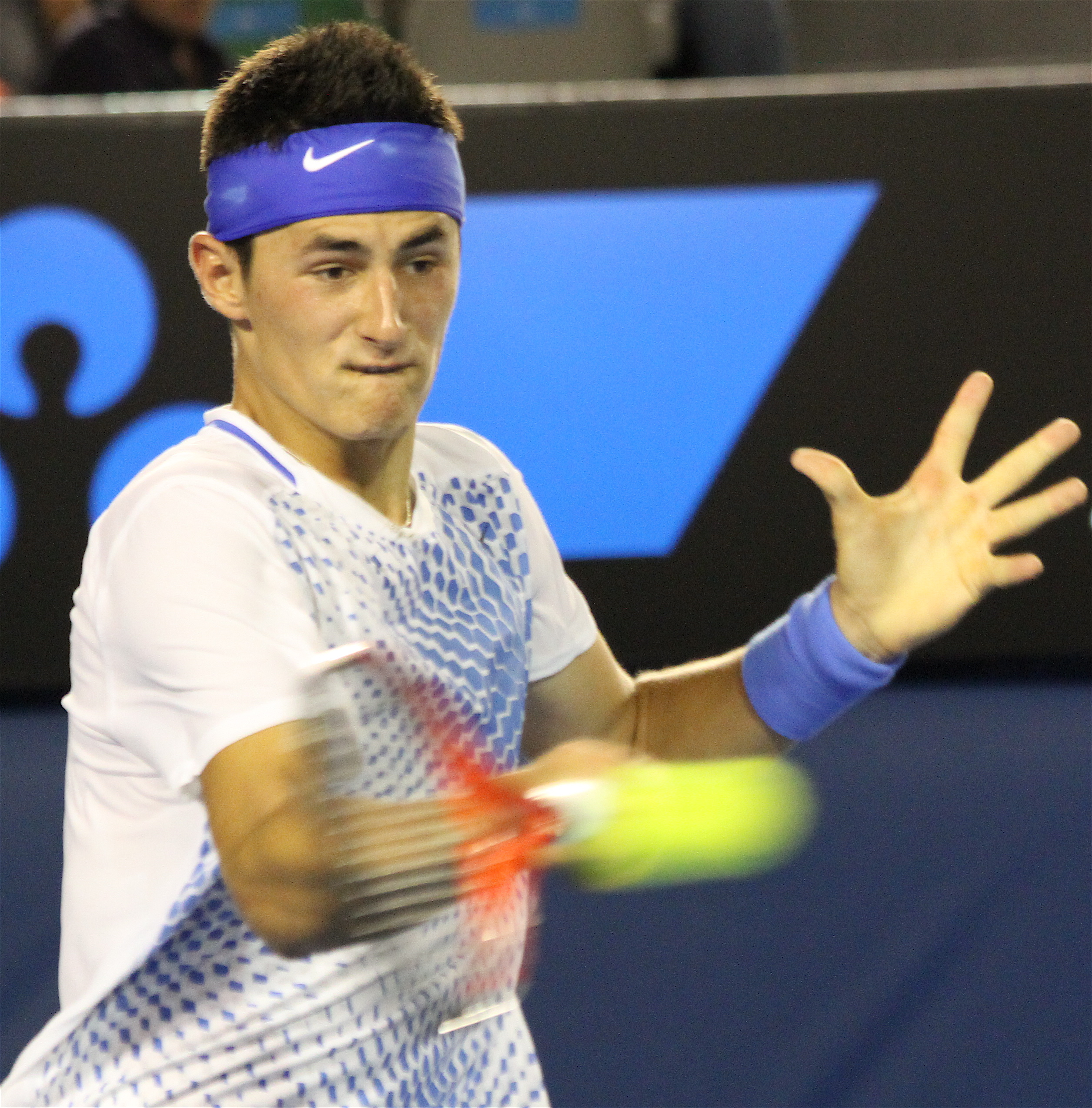
Bernard Tomic en 2011.

Il commence comme d'habitude sa saison à l'Open de Brisbane, où il reçoit une wild card, mais est battu d'entrée par l'Allemand Florian Mayer, tête de série no 7, 6-2, 6-2. Au tournoi de Sydney, il sort des qualifications mais est là aussi battu dès le premier tour par l'Ukrainien Alexandr Dolgopolov, 7-63, 1-6, 2-6.
Malgré tout, il reçoit une wild card pour l'Open d'Australie. Il bat le Français Jérémy Chardy au premier tour (6-3, 6-2, 7-65) puis s'offre la tête de série no 31, l'Espagnol Feliciano López, au second tour (7-64, 7-63, 6-3). Il est ensuite logiquement battu au tour suivant par le numéro un mondial Rafael Nadal en trois sets (6-2, 7-5, 6-3), bien qu'ayant mené 4-0 dans la deuxième manche. Il atteint ensuite le dernier carré de plusieurs tournois Challenger, avant de bénéficier d'une wild card pour les Masters d'Indian Wells, où il est vaincu au deuxième tour par le Serbe Viktor Troicki (no 16), 6-4, 6-4, après avoir écarté l'Indien Rohan Bopanna (65-7, 7-61, 6-4) au premier tour. Enfin, il participe aux Masters de Miami, où l'Espagnol Pablo Andújar l'écarte dès le premier tour (6-4, 3-6, 7-5).
Il bénéficie d'une wild card à Roland-Garros, mais l'Argentin Carlos Berlocq l'écarte au premier tour (7-5, 6-4, 6-2).
Il arrive à Wimbledon en tant que 158e mondial, et doit donc passer par les qualifications, dont il parvient à se sortir. Il bat au premier tour l'ancien no 3 mondial Nikolay Davydenko (tête de série no 29) en trois sets (7-5, 6-3, 7-5), puis au tour suivant le Russe Igor Andreev après avoir été mené deux sets à zéro (4-6, 5-7, 6-3, 6-4, 6-1) avant de réussir sa plus belle victoire en sortant au troisième tour le numéro 5 mondial, le Suédois Robin Söderling (6-1, 6-4, 7-5). Il se défait ensuite du Belge Xavier Malisse (6-1, 7-5, 6-4) pour, à seulement 18 ans, se qualifier pour le premier quart de finale de Grand Chelem, où il est finalement stoppé par le Serbe Novak Djokovic (no 2), malgré une belle résistance (6-2, 3-6, 6-3, 7-5).

#### 2012 - Déceptions
Il commence l'année à l'Open de Brisbane, où il bat Julien Benneteau (6-2, 4-6, 7-5), Tatsuma Ito (6-1, 6-2) et Denis Istomin (6-3, 7-64), avant de s'incliner en demi-finale face au numéro 4 mondial Andy Murray (6-3, 6-2).
Il participe ensuite à la première levée du Grand Chelem de la saison, chez lui, lors de l'Open d'Australie. Lors du premier tour, il crée la surprise en battant l'Espagnol Fernando Verdasco (4-6, 63-7, 6-4, 6-2, 7-5), puis bat Sam Querrey (3-6, 6-3, 7-63, 6-3) et Alexandr Dolgopolov (4-6, 7-60, 7-66, 2-6, 6-3) mais s'incline en huitièmes de finale face au numéro 3 mondial Roger Federer (6-4, 6-2, 6-2). À Roland-Garros, après une victoire face à Andreas Haider-Maurer (7-65, 6-3, 6-3), il s'incline dès le deuxième tour face à Santiago Giraldo [ATP-49] (6-4, 6-1, 6-3). Quart-de-finaliste l'an passé, il s'incline au premier tour de Wimbledon face à la révélation des Internationaux de France 2012, le Belge David Goffin sur le score de 3-6, 6-3, 6-4, 6-4 après à peine 2 h 33 de jeu.

#### 2013 - Premier titre ATP et huitième à Wimbledon

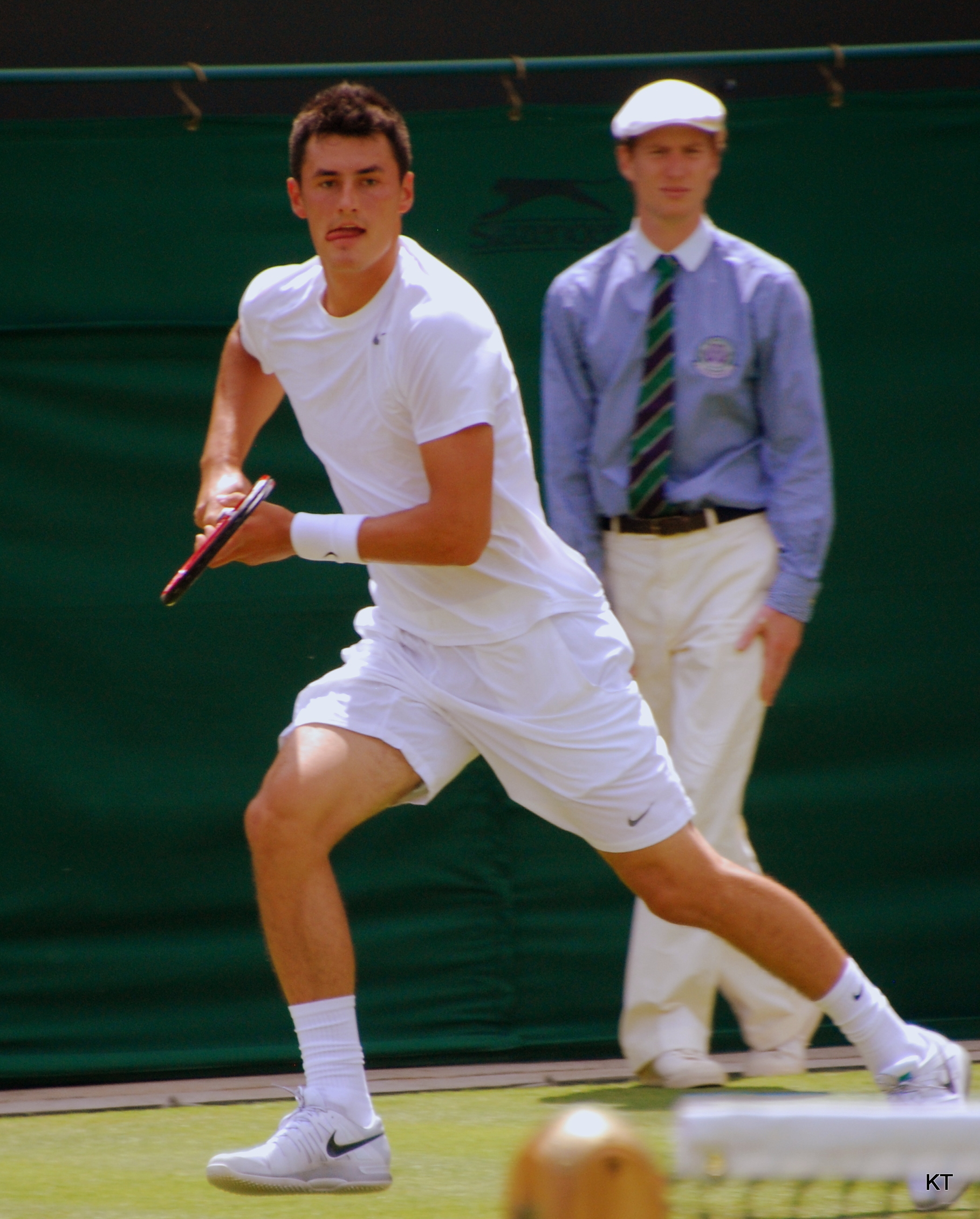
Bernard Tomic à Wimbledon en 2013.

Bernard Tomic entame cette nouvelle saison en participant au tournoi de Sydney, qu'il remporte, signant ainsi à seulement 20 ans, le premier titre de sa carrière. Il y bat successivement son compatriote Marinko Matosevic (6-3, 6-4), Florian Mayer (7-64, 6-2), Jarkko Nieminen (66-7, 6-4, 6-2), puis le 23e joueur mondial, Andreas Seppi (7-610, 6-4) avant de disposer en finale du géant Kevin Anderson en trois manches (6-3, 62-7, 6-3). Lors de l'Open d'Australie, il atteint le troisième tour où il perd en 3 sets contre Roger Federer (6-4, 7-65, 6-1).
Il arrive à Wimbledon en tant que 59e joueur mondial et veut effacer sa contre-performance de l'an passé. Au premier tour, il sort le 21e joueur mondial, l'Américain Sam Querrey en 5 sets : 7-66, 7-63, 3-6, 2-6, 6-3. Au second tour, il affronte le vétéran James Blake, ancien numéro 4 mondial, qu'il écarte en trois petits sets : 6-3, 6-4, 7-5. Au troisième tour, il croise Richard Gasquet, tête de série no 9 et spécialiste sur cette surface, le Français ayant déjà atteint par 4 fois les huitièmes de finale et une fois les demi-finales. Tomic arrive à écarter Gasquet en 4 sets : 7-67, 5-7, 7-5, 7-65. Il atteint donc les huitièmes de finale où il affronte le numéro 7 mondial et finaliste en 2010, le Tchèque Tomáš Berdych. Il s'incline face à ce dernier, cependant au terme d'un match très serré : 64-7, 7-65, 4-6, 4-6.
Il finit le reste de la saison en dents de scie.

#### 2014 - Deuxième titre et blessures
Bernard Tomic entame cette nouvelle saison en participant au tournoi de Sydney pour la défense de son titre. Il arrive en finale mais perd contre Juan Martín del Potro (6-3, 6-1). Il se blesse à l'Open d'Australie, au premier tour contre Rafael Nadal et abandonne dès le premier set. Lors de son retour au Masters de Miami, le 20 mars il perd contre Jarkko Nieminen qui le surclasse totalement et devient le vainqueur du match le plus court de l'histoire du tennis en 28 minutes et 20 secondes de jeu sur le score de (6-0, 6-1). Il arrive à Wimbledon en perdant au deuxième tour contre Tomáš Berdych sur le score serré de 4-6, 7-65, 7-63, 6-1.
En juillet il participe au Tournoi de Bogota qu'il remporte, il bat en finale Ivo Karlović (7-65, 3-6, 7-64). La fin de saison reste moyenne.

#### 2015 - Troisième titre et meilleur classement en fin d'année
Bernard Tomic entame cette nouvelle saison en participant à l'Open de Brisbane. Il y perd en quart contre Kei Nishikori. Il participe ensuite au tournoi de Sydney, où il doit défendre les points de sa finale de l'année précédente. Il perd cependant dès les quarts contre Gilles Müller (7-63, 7-613). À l'Open d'Australie, il réalise un bon parcours en atteignant les huitièmes en battant notamment Philipp Kohlschreiber tête de série no 22 (65-7, 6-4, 7-66, 7-65) mais il s'y incline contre Tomáš Berdych (6-2, 7-63, 6-2).
Lors du premier tour de la Coupe Davis, il remporte ses deux points en simple contre Jiří Veselý et Lukáš Rosol faisant qualifier son équipe pour les quarts de finale, une première depuis 2007.

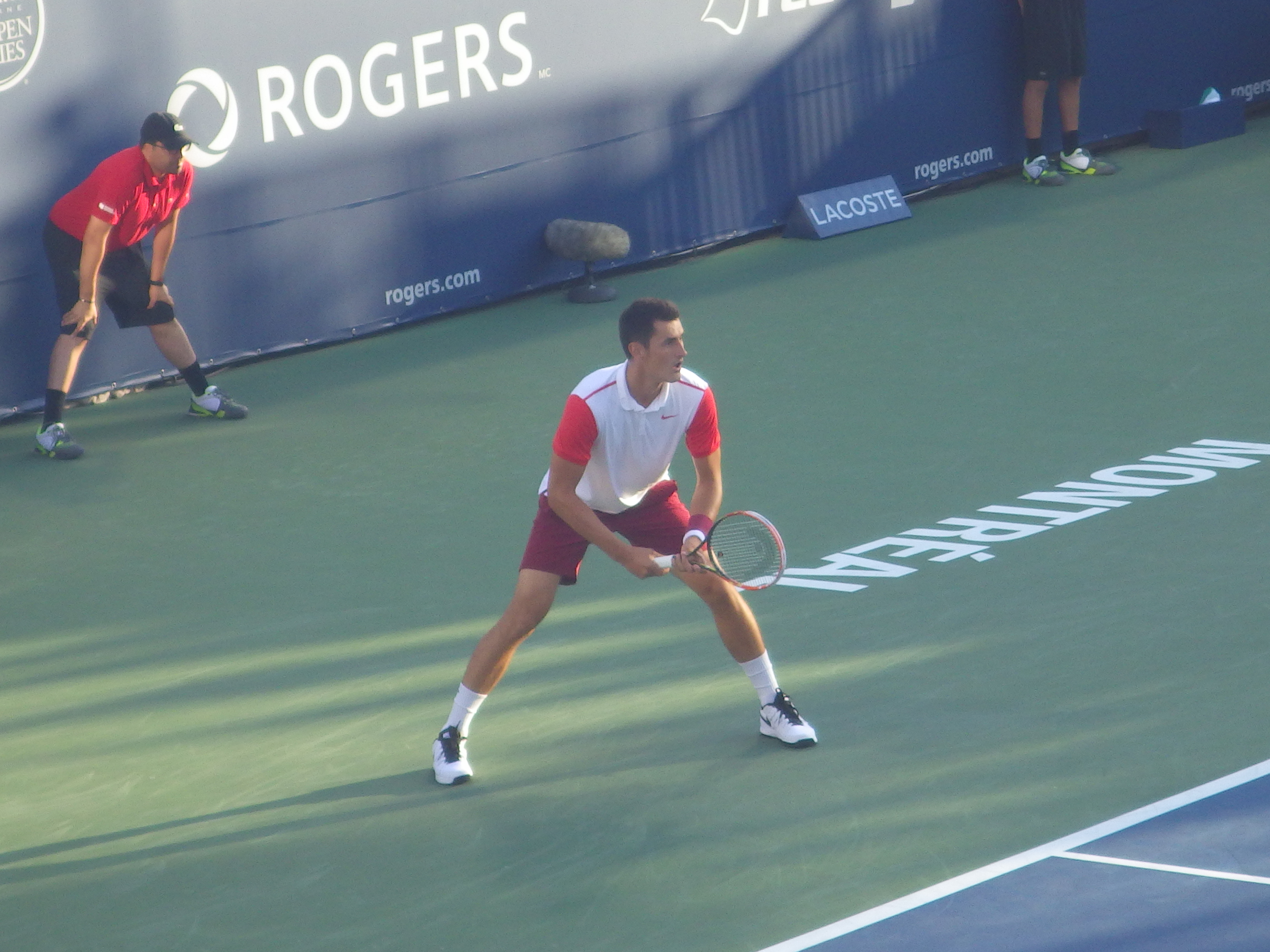
Bernard Tomic, lors des huitièmes de finale des Masters du Canada contre Jo-Wilfried Tsonga en 2015.

Pour le premier Masters 1000 de la saison à Indian Wells, alors tête de série no 32, il s'impose au deuxième tour face à Borna Ćorić (6-3, 6-4), puis au tour suivant il bat 7-5, 6-4 le 8e mondial David Ferrer qu'il n'avait jamais battu, puis bat son jeune compatriote Thanasi Kokkinakis en trois sets accrochés (6-4, 4-6, 6-4). Grâce à ce parcours, il atteint pour la première fois les quarts de finale d'un Masters 1000. Il doit affronter Novak Djokovic à ce stade, mais déclare cependant forfait à cause d'une dent de sagesse le faisant souffrir au dos, ce qui hypothèque sa participation au Masters de Miami. Il y participe finalement et bat au deuxième tour l'Américain Austin Krajicek (7-66, 7-5), avant de perdre au tour suivant contre Tomáš Berdych 64-7, 7-63, 6-1 alors qu'il avait mené 7-64, 5-2 et eu quelques balles de match. À l'issue de ce tournoi, il égalise son meilleur classement ATP (27e mondial) confirmant qu'il se concentre plus sur le tennis depuis le début de la saison. Il améliore encore en juin son classement (24e mondial).
En juillet, Tomic revient à Bogota en tant que tenant du titre et tête de série no 2, également aussi dans un contexte un peu houleux entre ses frasques et les problèmes avec sa fédération. Il gagne ses trois matchs non sans quelques difficultés et se qualifie pour la finale où il affronte le Français Adrian Mannarino. Il s'impose 6-1, 3-6, 6-2 en un peu plus d'une heure et demie de jeu pour s'adjuger le troisième titre de sa carrière.
Pour la tournée asiatique, au Masters de Shanghai, il passe son premier tour (6-3, 7-63) face à Fernando Verdasco, puis affronte au deuxième tour David Ferrer 8e mondial, le battant à nouveau (6-4, 6-2). En huitième, il vainc Richard Gasquet (6-3, 61-7, 6-4), livrant un match plein notamment au service en un peu plus de deux heures et ne cédant que deux balles de break au Français, seulement dans la troisième manche. Pour les quarts de finale, il affronte le no 1 mondial Novak Djokovic, perdant en deux sets (7-66, 6-1) mais a été le seul cette semaine à bousculer le Serbe.

### L'évolution et la dégringolade

#### 2016. Première finale d'ATP 500 et deux 1/8 en Grand Chelem
Bernard Tomic entame la saison en participant à l'Open de Brisbane en réalisant un bon parcours. En quart de finale, il prend sa revanche de l'an dernier contre Kei Nishikori 8e mondial, en le battant sur le score de 6-3, 1-6, 6-3, mais se fait battre au tour suivant dans un combat acharné (7-65, 7-65) contre le futur vainqueur, Milos Raonic. Il participe ensuite au tournoi de Sydney et perd cependant dès les quarts contre Teymuraz Gabashvili (6-3, 3-0 ab.) dans un match qu'il aura balancé. À l'Open d'Australie, il réalise un bon parcours en atteignant les huitièmes comme l'année dernière sans trop de problèmes, mais il s'y incline contre Andy Murray (6-4, 6-4, 7-64), futur finaliste. Et se sera fait remarquer par ses paroles sur selon lui : sa bonne qualité de jeu et son bon classement, ainsi que l'altercation avec Federer,.
Fin février à Acapulco, il se qualifie pour sa première finale d'ATP 500, après avoir éliminé : Rajeev Ram, Adrian Mannarino, Illya Marchenko tous en deux manches et contre un autre Ukrainien Alexandr Dolgopolov, battu (1-6, 6-4, 6-3) après un premier set compliqué. Il perd cependant contre Dominic Thiem 15e joueur mondial, (7-66, 4-6, 6-3) dans un match d'une bonne intensité de 1h55. En mars à Indian Wells, il gagne son premier match à nouveau face à Rajeev Ram en deux sets, avant d'abandonner au troisième tour (6-2, 3-0 ab.) contre Milos Raonic en 38 minutes, pour cause d'une blessure à un poignet qui le perturbe depuis quelque temps. Une blessure qui le contraint à renoncer au tournoi de Miami.
Après une tournée sur terre battue décevante comme l'année passée, il revient à Bois-le-Duc pour le début sur gazon. Il est éliminé en quart contre Nicolas Mahut (65-7, 6-4, 6-2) en balançant son dernier set mais le Français gagnera le tournoi. Ensuite pour le tournoi du Queen's il arrive jusqu'en demi-finale en ayant battu Kevin Anderson au premier tour, puis Fernando Verdasco en trois manches et le Luxembourgeois Gilles Müller (7-65, 4-6, 6-2) avant d'affronter à nouveau le Canadien Milos Raonic pour une place en finale, mais perdra encore une fois (6-4, 6-4). Suit le tournoi de Wimbledon, où il bat difficilement l'Espagnol Fernando Verdasco (4-6, 6-3, 6-3, 3-6, 6-4) au premier tour, puis perd un set contre le qualifié Moldave Radu Albot (7-63, 6-3, 66-7, 6-3) et vainc facilement Roberto Bautista-Agut tête de série numéro 14 (6-2, 6-4, 6-4) avec un excellent service, mais perdra contre le Français Lucas Pouille, révélation du tournoi (6-4, 4-6, 3-6, 6-4, 10-8) dans un match en cinq manches avec un dernier set serré.
Au Masters du Canada, il perd en trois manches contre Kevin Anderson. Puis revient en août plus performant et sérieux au Masters de Cincinnati, il écarte facilement (6-4, 6-3) João Sousa au premier tour, puis renverse le match avec mental au deuxième tour contre David Goffin 13e mondial, alors mené d'une manche, il remporte son duel (3-6, 7-5, 6-4) en 1 h 50. Et son huitième contre le 7e mondial, Kei Nishikori sans doute fatigué de son parcours aux Jeux olympiques, l'Australien prend le pas sur le Japonais pour s'imposer 7-61, 7-65 en deux heures de jeu et se qualifier pour les quarts de finale. Il perd contre le futur finaliste, Andy Murray (6-4, 6-4) sans avoir pu le breaker.

#### 2017-2018 - 4etitre à Chengdu
Bernard Tomic commence sa saison par les qualifications pour le tableau principal de l'Open d'Australie où il perd au troisième tour face à Lorenzo Sonego. Après deux défaites consécutives, il atteint la finale du tournoi Challenger d'Aix-en-Provence sur terre battue, où il s'incline contre John Millman. À Roland-Garros, il se qualifie pour le tableau principal sans perdre de set, puis s'incline au premier tour face à Marco Trungelliti.
Le 28 janvier 2018 il participe à la 4e saison d'I'm a Celebrity… Get Me Out of Here! en Australie. Au bout de trois jours il décide d'abandonner.

#### 2019 -1ertour à Roland-Garros
Classé 84e mondial quand il se présente à Roland-Garros, il s'incline au premier tour devant l'Américain 42e mondial Taylor Fritz en trois sets (1-6, 4-6, 1-6).

## Palmarès

### Titres en simple messieurs
| No | Date       | Nom et lieu du tournoi      | Catégorie | Dotation    | Surface    | Finaliste        | Score           |          |
| -- | ---------- | --------------------------- | --------- | ----------- | ---------- | ---------------- | --------------- | -------- |
| 1  | 07-01-2013 | Apia International, Sydney  | ATP 250   | 436 630 $   | Dur (ext.) | Kevin Anderson   | 6-3, 62-7, 6-3  | Parcours |
| 2  | 14-07-2014 | Claro Open Colombia, Bogota | ATP 250   | 663 610 $   | Dur (ext.) | Ivo Karlović     | 7-65, 3-6, 7-64 | Parcours |
| 3  | 20-07-2015 | Claro Open Colombia, Bogota | ATP 250   | 683 515 $   | Dur (ext.) | Adrian Mannarino | 6-1, 3-6, 6-2   | Parcours |
| 4  | 24-09-2018 | Chengdu Open, Chengdu       | ATP 250   | 1 070 040 $ | Dur (ext.) | Fabio Fognini    | 6-1, 3-6, 7-67  | Parcours |

### Finales en simple messieurs
| No | Date       | Nom et lieu du tournoi            | Catégorie | Dotation    | Surface    | Vainqueur             | Score          |          |
| -- | ---------- | --------------------------------- | --------- | ----------- | ---------- | --------------------- | -------------- | -------- |
| 1  | 06-01-2014 | Apia International, Sydney        | ATP 250   | 452 670 $   | Dur (ext.) | Juan Martín del Potro | 6-3, 6-1       | Parcours |
| 2  | 21-02-2016 | Abierto Mexicano Telcel, Acapulco | ATP 500   | 1 413 600 $ | Dur (ext.) | Dominic Thiem         | 7-66, 4-6, 6-3 | Parcours |

### Finale en double messieurs
| No | Date       | Nom et lieu du tournoi | Catégorie | Dotation    | Surface    | Vainqueurs                       | Partenaire | Score            |          |
| -- | ---------- | ---------------------- | --------- | ----------- | ---------- | -------------------------------- | ---------- | ---------------- | -------- |
| 1  | 03-10-2016 | China Open Pékin       | ATP 500   | 2 916 550 € | Dur (ext.) | Pablo Carreño Busta Rafael Nadal | Jack Sock  | 6-7, 6-2, [10-8] | Parcours |

## Parcours dans les tournois duGrand Chelem

### En Grand Chelem Junior
| Palmarès en Grand Chelem Junior |     |      |      |      |
| Open d'Australie                | 2R  | V    | -    | 7-1  |
| Roland-Garros                   | 2R  | QF   | QF   | 7-3  |
| Wimbledon                       | -   | DF   | DF   | 8-2  |
| US Open                         | 3R  | 1R   | V    | 8-2  |
| V-D                             | 4-3 | 13-3 | 13-2 | 30-8 |

### En simple
| Année | Open d'Australie | Open d'Australie | Internationaux de France | Internationaux de France | Wimbledon       | Wimbledon      | US Open         | US Open         |
| ----- | ---------------- | ---------------- | ------------------------ | ------------------------ | --------------- | -------------- | --------------- | --------------- |
| 2009  | 2e tour (1/32)   | Gilles Müller    | 1er tour (1/64)          | P. Kohlschreiber         | —               | —              | —               | —               |
| 2010  | 2e tour (1/32)   | Marin Čilić      | —                        | —                        | 1er tour (1/64) | Mardy Fish     | —               | —               |
| 2011  | 3e tour (1/16)   | Rafael Nadal     | 1er tour (1/64)          | Carlos Berlocq           | 1/4 de finale   | Novak Djokovic | 2e tour (1/32)  | Marin Čilić     |
| 2012  | 1/8 de finale    | Roger Federer    | 2e tour (1/32)           | Santiago Giraldo         | 1er tour (1/64) | David Goffin   | 2e tour (1/32)  | Andy Roddick    |
| 2013  | 3e tour (1/16)   | Roger Federer    | 1er tour (1/64)          | Victor Hănescu           | 1/8 de finale   | Tomáš Berdych  | 2e tour (1/32)  | Daniel Evans    |
| 2014  | 1er tour (1/64)  | Rafael Nadal     | 1er tour (1/64)          | Richard Gasquet          | 2e tour (1/32)  | Tomáš Berdych  | 2e tour (1/32)  | Forfait         |
| 2015  | 1/8 de finale    | Tomáš Berdych    | 2e tour (1/32)           | T. Kokkinakis            | 3e tour (1/16)  | Novak Djokovic | 3e tour (1/16)  | Richard Gasquet |
| 2016  | 1/8 de finale    | Andy Murray      | 2e tour (1/32)           | Borna Ćorić              | 1/8 de finale   | Lucas Pouille  | 1er tour (1/64) | Damir Džumhur   |
| 2017  | 3e tour (1/16)   | Daniel Evans     | 1er tour (1/64)          | Dominic Thiem            | 1er tour (1/64) | Mischa Zverev  | 1er tour (1/64) | Gilles Müller   |
| 2018  | —                | —                | 1er tour (1/64)          | Marco Trungelliti        | 2e tour (1/32)  | Kei Nishikori  | —               | —               |
| 2019  | 1er tour (1/64)  | Marin Čilić      | 1er tour (1/64)          | Taylor Fritz             | 1er tour (1/64) | J.-W. Tsonga   | —               | —               |
| 2021  | 2e tour (1/32)   | Denis Shapovalov | —                        | —                        | —               | —              | —               | —               |

N.B. : à droite du résultat se trouve le nom de l'ultime adversaire.

### En double messieurs
| Année | Open d'Australie                                                                 | Open d'Australie | Internationaux de France                                                          | Internationaux de France | Wimbledon                                                                          | Wimbledon                                                                            | US Open                                                                                 | US Open |
| ----- | -------------------------------------------------------------------------------- | ---------------- | --------------------------------------------------------------------------------- | ------------------------ | ---------------------------------------------------------------------------------- | ------------------------------------------------------------------------------------ | --------------------------------------------------------------------------------------- | ------- |
| 2010  | 1er tour (1/32) M. Matosevic \|\| style="text-align:left;" \| M. Damm F. Polášek | —                | —                                                                                 | —                        | —                                                                                  | —                                                                                    | —                                                                                       |         |
| 2011  | —                                                                                | —                | —                                                                                 | —                        | —                                                                                  | —                                                                                    | 1er tour (1/32) Ivan Dodig \|\| style="text-align:left;" \| P. Andújar D. Gimeno-Traver |         |
| 2012  | —                                                                                | —                | 1er tour (1/32) C.-M. Stebe \|\| style="text-align:left;" \| Ivan Dodig M. Melo   | —                        | —                                                                                  | 2e tour (1/16) M. Ebden \|\| style="text-align:left;" \| A. Bogomolov R. Klaasen     |                                                                                         |         |
| 2013  | —                                                                                | —                | —                                                                                 | —                        | 1er tour (1/32) V. Troicki \|\| style="text-align:left;" \| G. Dimitrov F. Nielsen | 2e tour (1/16) C. Guccione \|\| style="text-align:left;" \| M. Granollers Marc López |                                                                                         |         |
| 2014  | —                                                                                | —                | —                                                                                 | —                        | —                                                                                  | —                                                                                    | 1er tour (1/32) N. Kyrgios \|\| style="text-align:left;" \| M. Granollers Marc López    |         |
| 2015  | —                                                                                | —                | —                                                                                 | —                        | —                                                                                  | —                                                                                    | —                                                                                       | —       |
| 2016  | —                                                                                | —                | 1er tour (1/32) Sam Groth \|\| style="text-align:left;" \| P.-H. Herbert N. Mahut | —                        | —                                                                                  | —                                                                                    | —                                                                                       |         |
| 2017  | —                                                                                | —                | 1er tour (1/32) V. Estrella \|\| style="text-align:left;" \| J. Knowle F. Mayer   | —                        | —                                                                                  | —                                                                                    | —                                                                                       |         |

N.B. : le nom du partenaire se trouve sous le résultat ; le nom des ultimes adversaires se trouve à droite.

### En double mixte
| Année | Open d'Australie                                                                           | Open d'Australie | Internationaux de France | Internationaux de France | Wimbledon | Wimbledon | US Open | US Open |
| ----- | ------------------------------------------------------------------------------------------ | ---------------- | ------------------------ | ------------------------ | --------- | --------- | ------- | ------- |
| 2009  | 1er tour (1/32) M. Wejnert \|\| style="text-align:left;" \| A. Wozniak D. Nestor           | —                | —                        | —                        | —         | —         | —       |         |
| 2010  | 1er tour (1/32) C. Gullickson \|\| style="text-align:left;" \| A. Amanmuradova R. De Voest | —                | —                        | —                        | —         | —         | —       |         |
| 2011  | 1er tour (1/32) M. Lučić \|\| style="text-align:left;" \| B. Strýcová O. Marach            | —                | —                        | —                        | —         | —         | —       |         |
| 2012  | 2e tour (1/16) J. Janković \|\| style="text-align:left;" \| A. Hlaváčková A.-U.-H. Qureshi | —                | —                        | —                        | —         | —         | —       |         |

N.B. : le nom de la partenaire se trouve sous le résultat ; le nom des ultimes adversaires se trouve à droite.

## Parcours dans lesMasters 1000
| Année | Indian Wells           | Miami                | Monte-Carlo            | Rome                  | Madrid               | Canada                     | Cincinnati               | Shanghai                    | Paris               |
| ----- | ---------------------- | -------------------- | ---------------------- | --------------------- | -------------------- | -------------------------- | ------------------------ | --------------------------- | ------------------- |
| 2010  | —                      | —                    | 1er tour Be. Becker    | —                     | —                    | —                          | —                        | —                           | —                   |
| 2011  | 2e tour V. Troicki     | 1er tour P. Andújar  | —                      | —                     | —                    | 2e tour J.-W. Tsonga       | —                        | 1/8 de finale A. Dolgopolov | —                   |
| 2012  | 1er tour G. Müller     | 2e tour D. Ferrer    | 2e tour A. Dolgopolov  | 2e tour N. Djokovic   | 1er tour R. Štěpánek | 2e tour N. Djokovic        | 1/8 de finale R. Federer | 1er tour F. Mayer           | —                   |
| 2013  | 2e tour R. Gasquet     | 2e tour A. Murray    | 1er tour A. Dolgopolov | —                     | 1er tour R. Štěpánek | 1er tour F. Mayer          | —                        | 1er tour J. Chardy          | 1er tour F. López   |
| 2014  | —                      | 1er tour J. Nieminen | —                      | —                     | —                    | 1er tour I. Karlović       | 1er tour G. Simon        | 1er tour Jack Sock          | —                   |
| 2015  | 1/4 de finale Forfait  | 3e tour T. Berdych   | 2e tour A. Haider      | 1er tour V. Troicki   | 1er tour Luca Vanni  | 1/8 de finale J.-W. Tsonga | 2e tour A. Dolgopolov    | 1/4 de finale N. Djokovic   | 2e tour S. Wawrinka |
| 2016  | 3e tour M. Raonic      | —                    | —                      | 1er tour B. Paire     | 1er tour F. Fognini  | 1/8 de finale K. Anderson  | 1/4 de finale A. Murray  | 1er tour R. Bautista        | —                   |
| 2017  | 1er tour B. Fratangelo | —                    | 1er tour Schwartzman   | 1er tour J.-L. Struff | 1er tour R. Harrison | —                          | —                        | —                           | —                   |
| 2019  | —                      | 2e tour N. Djokovic  | —                      | —                     | —                    | 1er tour R. Bautista       | —                        | —                           | —                   |

N.B. : sous le résultat se trouve le nom de l’ultime adversaire.

## Victoires sur le top 10
Toutes ses victoires sur des joueurs classés dans le top 10 de l'ATP lors de la rencontre.
| Légende         |
| Grand Chelem    |
| Masters         |
| Jeux olympiques |
| Masters 1000    |
| 500 Series      |
| 250 Series      |
| Coupe Davis     |

| # | B.T.   | Tournoi      | Année | Surface | Adversaire      | Rang | Tour | Score                |
| 1 | no 158 | Wimbledon    | 2011  | Gazon   | Robin Söderling | no 5 | 1/16 | 6-1, 6-4, 7-5        |
| 2 | no 49  | Shanghai     | 2011  | Dur     | Mardy Fish      | no 9 | 1/16 | 4-6, 6-1, 6-4        |
| 3 | no 59  | Wimbledon    | 2013  | Gazon   | Richard Gasquet | no 9 | 1/16 | 7-67, 5-7, 7-5, 7-65 |
| 4 | no 35  | Indian Wells | 2015  | Dur     | David Ferrer    | no 8 | 1/16 | 7-5, 6-4             |
| 5 | no 26  | Montréal     | 2015  | Dur     | Marin Čilić     | no 8 | 1/16 | 6-3, 6-4             |
| 6 | no 20  | Shanghai     | 2015  | Dur     | David Ferrer    | no 8 | 1/16 | 6-4, 6-2             |
| 7 | no 18  | Brisbane     | 2016  | Dur     | Kei Nishikori   | no 8 | 1/4  | 6-3, 1-6, 6-3        |
| 8 | no 21  | Cincinnati   | 2016  | Dur     | Kei Nishikori   | no 7 | 1/8  | 7-61, 7-65           |

## Classements ATP en fin de saison
| Année          | 2008 | 2009 | 2010 | 2011 | 2012 | 2013 | 2014 | 2015 | 2016 | 2017 | 2018 | 2019 | 2020 | 2021 | 2022 | 2023 | 2024 |
| Rang en simple | 772  | 285  | 208  | 42   | 52   | 51   | 56   | 18   | 26   | 142  | 83   | 185  | 226  | 253  | 471  | 287  | 214  |
| Rang en double | -    | -    | 875  | 761  | 553  | 154  | -    | 302  | 145  | 287  | 1239 | -    | -    | -    | 2321 | 1057 | -    |

Source : (en) Classements de Bernard Tomic sur le site officiel de la Fédération internationale de tennis